# Sigel (Illinois)
Sigel es un pueblo ubicado en el condado de Shelby en el estado estadounidense de Illinois. En el Censo de 2010 tenía una población de 373 habitantes y una densidad poblacional de 500,06 personas por km².

## Geografía
Sigel se encuentra ubicado en las coordenadas 39°13′32″N 88°29′41″O / 39.22556, -88.49472. Según la Oficina del Censo de los Estados Unidos, Sigel tiene una superficie total de 0.75 km², de la cual 0.73 km² corresponden a tierra firme y (2.78%) 0.02 km² es agua.

## Demografía
Según el censo de 2010, había 373 personas residiendo en Sigel. La densidad de población era de 500,06 hab./km². De los 373 habitantes, Sigel estaba compuesto por el 97.59% blancos, el 1.34% eran afroamericanos, el 0.54% eran amerindios, el 0.27% eran asiáticos, el 0% eran isleños del Pacífico, el 0% eran de otras razas y el 0.27% pertenecían a dos o más razas. Del total de la población el 0.8% eran hispanos o latinos de cualquier raza.